# Herbert Tzschoppe
Herbert Tzschoppe (* 2. Juli 1927 in Teuplitz; † 23. Juni 2023) war ein deutscher Politiker (SED). Er war Vorsitzender des Rates des Bezirkes Potsdam.

Herbert Tzschoppe

## Leben
Tzschoppe, Sohn eines Tafelglasmachermeisters und einer Arbeiterin, besuchte die Volksschule in Neupetershain. Von 1942 bis 1944 absolvierte er eine Lehre als Verwaltungsangestellter beim Rat der Gemeinde Neupetershain. Am 28. Januar 1944 beantragte er die Aufnahme in die NSDAP und wurde zum 20. April desselben Jahres aufgenommen (Mitgliedsnummer 10.095.375). 1944/1945 leistete er seinen Reichsarbeitsdienst.

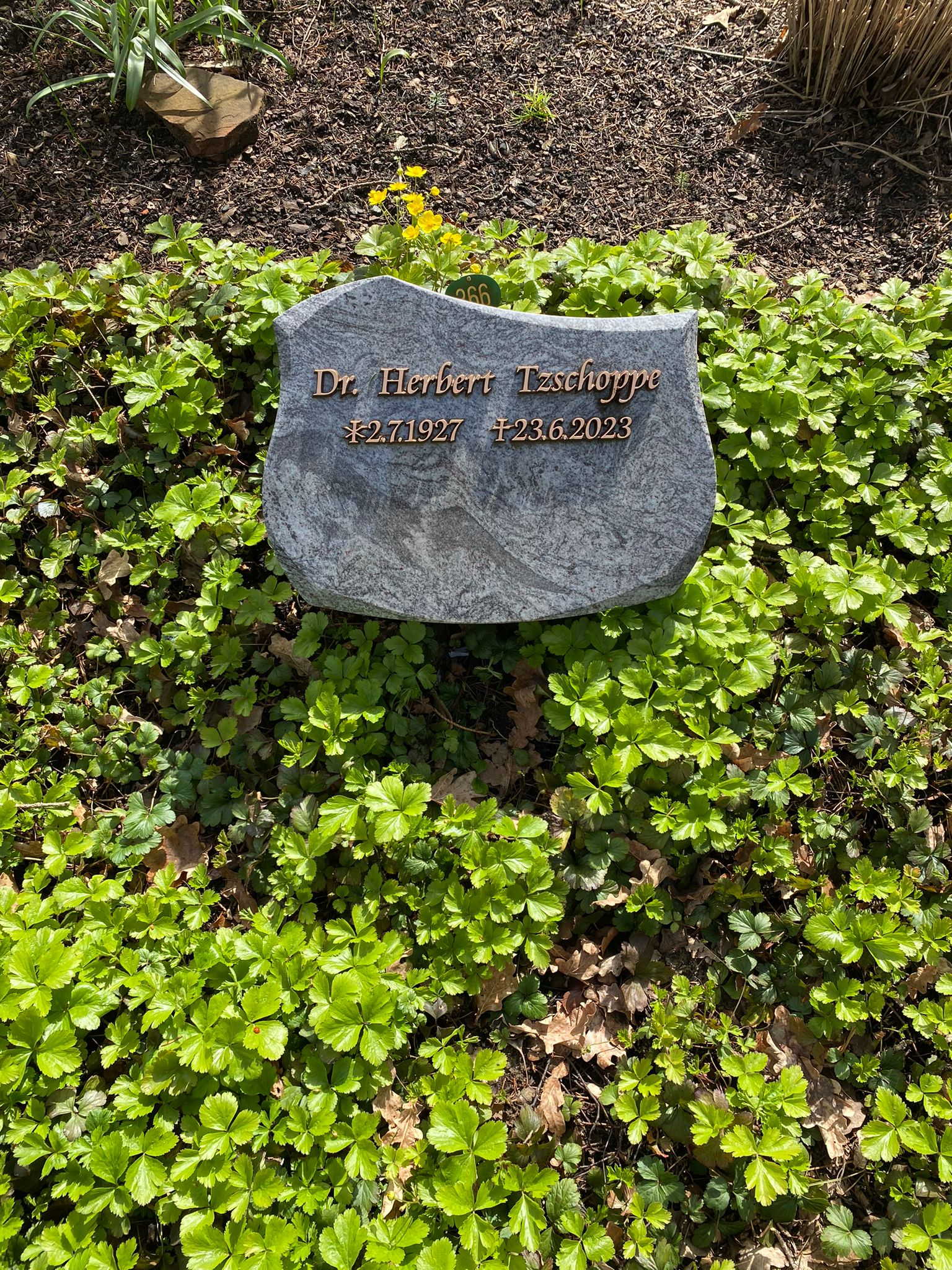
Grabstätte auf dem Neuen Friedhof Potsdam

Nach Kriegsende trat er 1945 der KPD bei und wurde mit der Zwangsvereinigung von SPD und KPD 1946 Mitglied der SED. Von 1945 bis 1950 war er Angestellter beim Rat der Gemeinde Neupetershain. 1949/1950 besuchte er die Landesverwaltungsschule in Königs Wusterhausen. 1950 wurde er Organisationsinstrukteur im brandenburgischen Ministerium für Gesundheit in Potsdam. Von 1950 bis 1952 war er Referent der Abteilung Staatliche Organe der SED-Landesleitung Brandenburg. 
Ab Januar 1953 war er Erster Sekretär der SED-Kreisleitung Königs Wusterhausen, von Juli 1953 bis April 1963 Vorsitzender des Rates des Kreises Potsdam-Land. 1962 schloss er ein Fernstudium an der Deutschen Akademie für Staats- und Rechtswissenschaft als Diplom-Staatswissenschaftler ab. Von 1963 bis 1971 war er stellvertretender Leiter des Büros für Landwirtschaft sowie Leiter der Abteilung Landwirtschaft der SED-Bezirksleitung Potsdam. Von April 1971 bis 1977 war Tzschoppe zunächst Erster Stellvertreter des Vorsitzenden, dann vom 20. Juni 1977 bis Mai 1990 Vorsitzender des Rates des Bezirkes Potsdam. Nach einem Antrag der DBD-Fraktion des Bezirkstages Potsdam stellte der Rat des Bezirkes am 27. November 1989 dem Bezirkstag die Vertrauensfrage. In geheimer Abstimmung sprachen die Abgeordneten mehrheitlich dem Rat des Bezirkes ihr Vertrauen aus. Personalveränderungen sollten im Interesse einer stabilen Lage erst Verwaltungsreform und Wahlen bringen.
Von 1964 bis 1989 gehörte Tzschoppe als Mitglied auch der SED-Bezirksleitung Potsdam an und war von Oktober 1963 bis Mai 1990 Abgeordneter des Bezirkstags Potsdam.
1983 promovierte er an der Pädagogischen Hochschule Potsdam zum Dr. phil. und war von 1985 bis 1990 Mitglied des Wissenschaftlichen Rats der Akademie für Staats- und Rechtswissenschaft in Potsdam-Babelsberg. Im Juli 1990 trat Tzschoppe in den Vorruhestand. 
Im Verlauf des Jahres 1990 verließ Tzschoppe die PDS.
Herbert Tzschoppe verstarb kurz Vollendung seines 96. Lebensjahres und wurde auf dem Neuen Friedhof Potsdam beigesetzt.

## Auszeichnungen
- Vaterländischer Verdienstorden in Bronze (1969), in Silber (1974) und in Gold (1984)
- Karl-Marx-Orden (1987)

## Schriften
- (zusammen mit Ulrich Albrecht, Wolfgang Haupt): Instandhaltung von Wohnraum. Erfahrungen aus dem Kreis Rathenow. Staatsverlag der Deutschen Demokratischen Republik, Berlin 1979.
- Rationelle Energieanwendung staatlich geleitet. Staatsverlag der Deutschen Demokratischen Republik, Berlin 1983.
- (zusammen mit Günter Schlomm): Die Aufgaben des Rates des Bezirkes Potsdam bei der Durchführung der Beschlüsse des X. Parteitages der SED, nachgewiesen insbesondere an der wirtschaftlich-organisatorischen Funktion des sozialistischen Staates. Pädagogische Hochschule Potsdam, Dissertation A, 1983.